# Kurt Kremser
Kurt Kremser (* 5. September 1895 in Leobschütz, Kreis Leobschütz, Provinz Oberschlesien; † nach 1963) war ein deutscher politischer Aktivist. Er war von 1928 bis 1931 Kommandeur der nationalsozialistischen Sturmabteilung (SA) in Schlesien sowie 1931 einer der Rädelsführer der gegen die NS-Führung gerichteten Stennes-Revolte und zuletzt führend in den gegen die NSDAP arbeitenden sezessionistischen Gruppen Nationalsozialistische Kampfbewegung Deutschlands und Schwarze Front aktiv.

## Leben

### Frühes Leben
Kremser nahm mit der Preußischen Armee am Ersten Weltkrieg teil. Im Dezember 1915 wurde er als Angehöriger des 10. Infanterie-Regiments bei Kämpfen an der Westfront leicht und im Juni 1916 als Angehöriger des Feld-Ersatz-Bataillons der 43. Reserve-Division schwer verwundet.

### Weimarer Republik
Nach dem Ersten Weltkrieg ließ Kremser sich als Kaufmann in seiner Heimat Schlesien nieder. Nach seiner Verheiratung lebte er als Bauer in Altenlohm im Kreis Goldberg. Seit 1927 war er als Bezirksleiter der NSDAP in der Provinz Oberschlesien ein höherer politischer Funktionär der Partei. Zugleich stand er an der Spitze eines noch als Sportabteilung bezeichneten Selbstschutztrupps der Partei in Ratibor, der nach Feststellungen der behördlichen Beobachter 1927 40 Mann umfasste.
Die schlesische NSDAP wurde 1928 durch eine Revolte der Parteifunktionäre erschüttert, die sich in der „Nationalsozialistischen Arbeitsgemeinschaft Groß-Breslau“ zusammengetan hatten und gegen den Kurs der von Helmuth Brückner geführten Gauleitung der Partei in Schlesien rebellierten. Große Teile der schlesischen SA, der Straßenkampftruppe der Partei, stellten sich hinter die Revolte: Sie beschuldigten Brückner, die Breslauer Parteisektion und die SA gegenüber der Münchner Parteileitung verleumdet zu haben und drohte, keine Parteiversammlung mehr zu schützen, bei der Brückner als Redner auftreten würde. Die Revolte kollabierte jedoch bald, da die Rebellen nicht gewillt waren, sich gegen die Autorität der Parteiführung in München zu stellen und diese ihrerseits nicht bereit war, eine abspalterische Gruppe gegen die von ihr selbst eingesetzte regionale Führung zu unterstützen. Am 11. Juni schloss Brückner die Führer der Rebellion aus der Partei aus und im Juli 1928 löste die Arbeitsgemeinschaft sich auf. Um die schlesische SA nach dieser Erschütterung neu aufzubauen, beauftragte Brückner nun Kurt Kremser damit, die Führung der SA zu übernehmen. Kremser hatte sich zuvor hinter Brückner gestellt, als die Parteisektion im oberschlesischen Beuthen während der Revolte gegen ihn rebelliert hatte. Kurz darauf wurde Kremser offiziell zum neuen Kommandeur des Gausturms Schlesien ernannt, d. h. der Dachorganisation der SA-Verbände in der Provinz Schlesien.
Nachdem Kremser als SA-Kommandeur in Schlesien zunächst längere Zeit gut mit der NSDAP-Gauleitung unter Brückner zusammengearbeitet hatte, nahmen ab 1930 Spannungen zwischen beiden Organisationen und ihren Führern zu: Hintergrund war das starke Wachstum, das die SA zu jener Zeit erlebte, welches das Selbstbewusstsein und die Ansprüche des Kampfverbandes deutlich steigerte. In einem Beschwerdebrief an die Parteileitung vom Mai 1930 berichtete Brückner, dass die bisher „reibungslose Beziehung“ zwischen der Gauleitung und der SA-Führung sich in jüngster Zeit verschlechtert habe, nachdem die SA angefangen habe, sich in die Angelegenheiten der Parteiorganisation einzumischen und gegen diese zu agitieren. Während Brückner die Auffassung vertrat, dass die SA ein Instrument in den Händen der politischen Führung sein müsste, stellte die SA-Führung sich auf den Standpunkt, dass die Partei ein Recht besäße, SA-Angehörigen Anweisungen zu erteilen.
Infolge verschlechterter Beziehungen der SA in Schlesien zur Partei hielt Brückner Gelder zurück, die ihm von der Parteileitung zur Verteilung an die schlesische SA zugewiesen worden waren. Vor allem aber unternahm er Anstrengungen, die führenden Männer der SA in Schlesien durch andere, ihm fügsamere zu ersetzen. Kremser wurde gegen diese Versuche, ihn aus dem Amt zu drängen, jedoch von seinen Vorgesetzten, dem Kommandeur der SA in den ostelbischen Gebieten (OSAF-Stellvertreter Ost) Walther Stennes sowie den Stabschef der SA Otto Wagener gedeckt: Diese verteidigten Kremser gegen Brückner und beharrten auf der Unabhängigkeit der SA gegenüber der Partei. Wagener erklärte eine Ersetzung Kremsers für ausgeschlossen und bestand darauf, dass der Gausturmführer der SA dem Gauleiter weder untergeordnet noch diesem Rechenschaft schuldig sei. Kurz darauf machten – wahrscheinlich von Vertrauten Brückners ausgestreute – Gerüchte die Runde, dass Kremser teilweise jüdischer Abstammung sei.
Ende 1930 schaltete sich Hermann Göring in den Konflikt zwischen Brückner und Kremser als Vermittler ein. Nachdem eine parteiliche Untersuchung festgestellt hatte, dass Kremser keine Juden unter seinen Vorfahren hatte, wurde unter Görings Ägide eine Friedensvereinbarung zwischen Kremser und Brückner ausgehandelt: Beide würden fortan von Angriffen aufeinander absehen, Brückner dürfte nicht mehr Gerüchte über Kremsers angebliche jüdische Abstammung verbreiten und Kremser würde nunmehr enger mit der Parteileitung in Schlesien zusammenarbeiten.
Die Reibungen zwischen beiden Machtgruppen schwelten intern jedoch weiter: Als sich die SA in Berlin anlässlich der Absetzung von Stennes als OSAF-Stellvertreter Ost durch die Oberste SA-Führung und die Parteiführung in München Anfang April 1931 gegen diese die erfolglose Stennes-Revolte anzettelte, stellte Kremser sich auf die Seite der Rebellen. Er erklärte sich mit diesen solidarisch und rief die schlesischen SA-Leute auf, die Rebellion zu unterstützen. Auslöser der Revolte war der von der Parteileitung verfolgte Kurs, die Macht im Land auf eine streng legale Weise zu gewinnen, nämlich durch die Teilnahme an Wahlen und die Gewinnung einer Mehrheit der Sitze im Parlament. Dies lehnten große Teile der SA ab, die diesen Kurs als schwach, schlapp und nicht mannhaft ansahen. Sie plädierten stattdessen für eine Machteroberung auf revolutionärem Wege durch einen gewaltsamen Umsturz des bestehenden Staates mittels eines Putsches und die Errichtung einer revolutionären neuen Ordnung.
Kremser wurde wegen seiner Unterstützung der Revolte der Berliner SA gegen die Parteiführung Anfang April 1931 durch einen Beschluss des Obersten Parteigerichts der NSDAP aus der Partei ausgeschlossen. Sein Parteiausschluss wurde in sämtlichen Parteizeitungen öffentlich bekannt gegeben. Zugleich wurde er von der Obersten SA-Führung in München als Gausturmführer der SA in Schlesien abgesetzt. Ende April 1931 wurde Hans Hayn als kommissarischer neuer Führer der SA in Schlesien bestallt.
Kremser schloss sich nach seinem Ausschluss aus der NSDAP und der SA der im April 1931 von Stennes gebildeten Nationalsozialistischen Kampfbewegung (NSKB) an, dem Sammelbecken der Stennes-Anhänger. In dieser übernahm er die Führung der schlesischen Sektion der NSKB, die sich größtenteils aus schlesischen SA-Angehörigen zusammensetzte, die sich mit ihm anlässlich der Revolte auf die Seiten der Berliner Rebellen gestellt hatten oder die er nach dem Ende der Revolte von der Partei/SA abgeworben hatte. Mit dieser bekämpfte er fortan die NSDAP und SA in Schlesien.
In einem Aufruf, den er im April 1931 veröffentlichte, warf Kremser der NSDAP-Führung vor, dass die SA in ihren Augen nur dazu da sei, für die Partei zu sterben. Aus diesem Grund sei die von Stennes gewiesene Revolte der einzig gangbare Weg und würde eines Tages das Volk aus der Knechtschaft führen. Hitler unterstellte Kremser, dass er von einer zwielichtigen Kamarilla irregeführt worden sei, die die Zerstörung der revolutionären SA anstrebe. Er betonte aber, dass der Kampf der Revolutionäre sich nicht gegen Hitler, sondern gegen seine Umgebung, wie den Reichsschatzmeister Franz Xaver Schwarz, die er als korrupte Kamarilla kennzeichnete, richten würde.
Nach dem Fehlschlag der Stennes-Revolte wechselte Kremser 1932 in die von Otto Strasser gegründete Schwarze Front, einer weiteren Abspaltung früherer NS-Anhänger, die die NSDAP bekämpften, da sie diese als zu unrevolutionär und zu wenig sozialistisch betrachteten. Für den September 1932 ist nachweisbar, dass Kremser damals der Führer von Straßers Schwarzer Front in Schlesien wurde.
Richard Bessel stellte in seiner Studie zur SA-Gewalt in den Ostprovinzen in den Jahren 1925 bis 1934 Kremsers Unvermögen fest, mit seiner revolutionären Rhetorik eine hinreichend große Zahl aus SA-Leuten aus der schlesischen SA herauszuziehen, um diese ausschlaggebend zu schwächen: Dies sprach Bessel zufolge gegen das Bild, dass die SA-Basis eine soziale Kohorte war, die vorwiegend von dem Bestreben nach einer stärkeren Vertretung sozialistischer Positionen durch die NSDAP geleitet worden sei.

### NS-Zeit und Nachkriegszeit
Am 6. Juli 1934 erstattete die Untergauleitung Niederschlesien der NSDAP Anzeige bei der Staatspolizeistelle Liegnitz gegen Kremser und seine Ehefrau sowie einige andere Personen wegen des Verdachtes staatsfeindlicher Umtriebe. Ein infolgedessen durchgeführtes Ermittlungsverfahren gegen "Kremser und Genossen" wurde vom Oberreichsanwalt schließlich am 19. Februar 1935 eingestellt.
Nach Kriegsende 1945 floh Kremser mit seiner Familie in den Westen und ließ sich in Nordrhein-Westfalen nieder. Für seinen verlorenen landwirtschaftlichen Besitz in Schlesien wurden ihm Zahlungen nach dem Lastenausgleichsgesetz gewährt. Er lebte noch mindestens bis 1963.

## Überlieferung
Im Bundesarchiv hat sich eine Akte des Oberreichsanwalts beim Volksgerichtshof über Kremser erhalten (R 3017/47455). Diese ist im Rahmen des Digitalisierungsprogramms des Archivs digitalisiert worden und kann von jedermann barrierefrei über die invenio-Plattform des Archivs von zuhause online aufgerufen und gelesen werden.
Im Geheimen Staatsarchiv in Berlin werden derweil zwei Justizakten aus der Weimarer Zeit verwahrt, die sich mit einem Strafverfahren gegen Kremser wegen Vergehen gegen das Republikschutzgesetz befassten (I. HA Rep. 84a, Nr. 53967 und Nr. 53968).